# ユン・スヨン
ユン・スヨン（ハングル表記：윤수영、1981年8月9日 - ）は、大韓民国の韓国放送公社 (KBS) 所属のアナウンサー。ソウル市で生まれた。延世大学校の新聞放送学科を卒業した。2005年にKBSの第31期公開採用でアナウンサーとして採用され入局した。『6時 私の故郷』や『スターゴールデンベル』『ヌガヌガ チャラナ』『KBSニュース7』などの番組で司会進行を務めた。